# William Cotton
William Cotton (Leyton, 1817 – Leytonstone, 1887) angol gyáros, a róla elnevezett kötőgép (cotton-gép) feltalálója.

## A találmány lényege

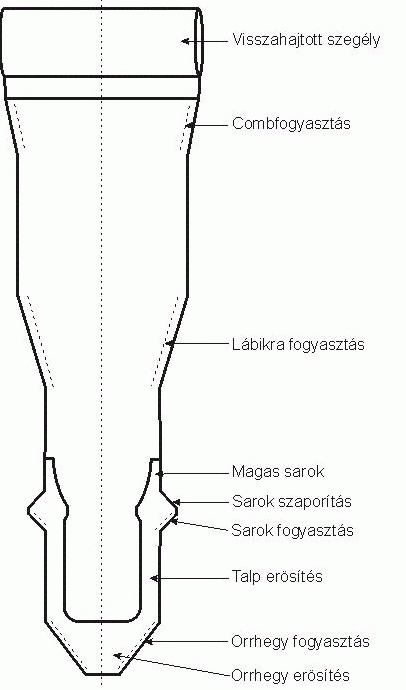
Síkhurkolt harisnya kiterített állapotban, ahogy a kötőgépről lekerül

William Cotton 1864-ben szabadalmaztatta kötőgépét, amely a William Lee által 1589-ben feltalált és kézi erővel, valamint lábbal mozgatott pedálokkal működtetett kötőgép továbbfejlesztésének tekinthető. Bár Lee eredeti konstrukciójához képest már korábban is szabadalmaztattak módosításokat (pl. Samuel Wise 1769-ben megoldotta a korábban lábbal hajtott elemek gépesített mozgatását, Luke Barton 1857-ben a gépre fogyasztó szerkezetet konstruált, Arthur Paget 1861-ben szabadalmaztatott gépén már a tűágy mozgatását is gépesítette), Cotton volt az, aki a kézi vezérlésű gépet önműködő fogyasztó-szaporító berendezéssel látta el és a korábbi konstrukciókkal szemben, amelyeken a tűk vízszintes síkban helyezkedtek el, függőlegesen álló tűket alkalmazott. Ezek ugyanolyan horgastűk voltak, mint Lee eredeti gépén. A gépen a harisnya síkban kiterítve készült el (lásd a bal oldali ábrát), de a fogyasztás és szaporítás (azaz a kötésben részt vevő tűk számának csökkentése ill. növelése) folytán olyan alakúra kötötték, hogy amikor a két szélét hosszában összevarrták, az a láb formájához idomult. (Ez a varrat viseléskor hátulra került és jelentős mértékben növelte a harisnya esztétikai értékét, mert a nők lábán kiemelte annak formáját.) A kötés a szegély (a harisnya felső széle) felől kezdődött és az orrhegynél fejeződött be, kialakítva közben a sarok számára szükséges bővítést is. A szegélyt visszahajtással megkettőzték, hogy erősebb legyen. A sarok, a talp és az orr részén erősítőfonalat is bevezettek a tartósság növelésére. Cotton gépén egymás mellett több (8, majd 12, később 36) harisnya kötése volt lehetséges és ezzel megalapozta a nagyüzemi gyártást.

## A találmány elterjedése

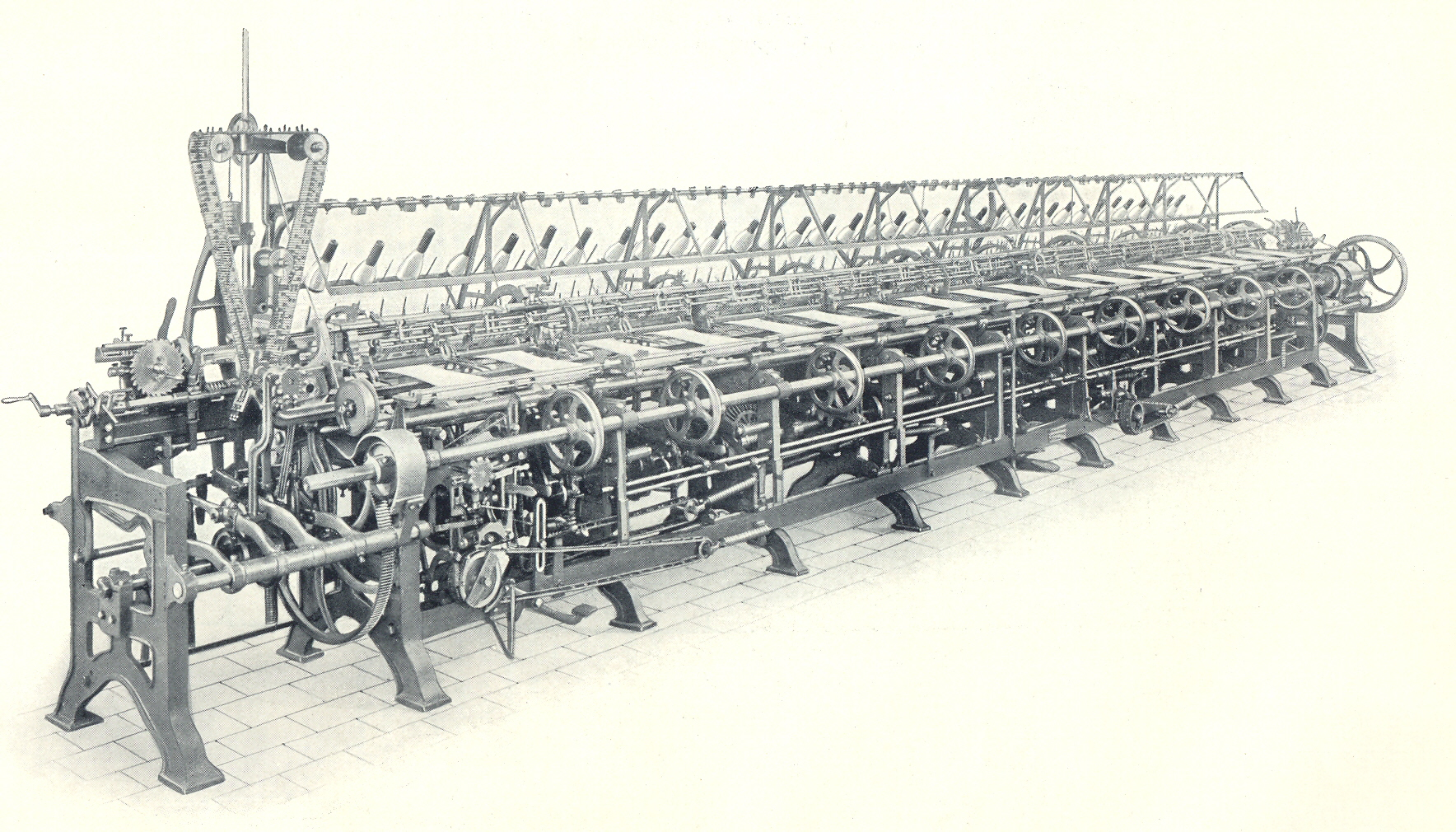
Harisnyagyártásra készült síkhurkológép kb. 1919-ből. A gépen egyidejűleg 18 mintás kötésű harisnya készült. (Schubert & Salzer gyártmány)

Cotton 1878-ban az angliai Loughborough-ban gyárat alapított, ahol évente mintegy 100 gépet állított elő. Szabadalmát rövidesen megvásárolta a német Hermann Stärker, aki három gyárában az európai piac háromnegyedét ellátta ezekkel a gyorsan népszerűvé vált gépekkel. Később más - főleg angol és német - gyárak is készítettek ilyen gépeket; ma néhány német és olasz gyártót ismerünk.
A cotton-gépek (a mai műszaki terminológia szerint: síkhurkológépek) ma is használatban vannak, bár nem annyira harisnyák, mint inkább felsőruházati kötöttáruk (pulóverek, kardigánok stb.) készítésére. Nagy előnyük, hogy a kötött ruhadarab minden alkatrészét (eleje, háta, ujjak) teljes mértékben formára kötik, a kötött lapok az összevarrásukat megelőzően szabást nem igényelnek. Ez jelentős anyagmegtakarítást jelent, mert nem keletkezik szabászati hulladék. A korszerű gépek számítógép-vezérlésűek és változatos mintázatok készítésére alkalmasak (főleg szemátakasztásos mintázatok, színes intarzia-mintázatok, keresztcsíkok). Jelentőségük a mai korszerű és rendkívül sokoldalú síkkötőgépek mellett csökken, de még ma is készülnek ilyen gépek.